# Ludvík Jagellonský
Ludvík Jagellonský (chorvatsky: Ludovik, maďarsky: Lajos; slovensky: Ľudovít; 1. července 1506 Budín – 29. srpna 1526 Moháč) byl v letech 1516 až 1526 král český, chorvatský a uherský (jako Ludvík II.) a moravský markrabě. Ludvíkovými rodiči byli český a uherský král Vladislav II. Jagellonský a jeho třetí manželka Anna z Foix a Candale. Padl během bitvy u Moháče v boji proti Osmanské říši, jejíž vítězství vedlo k anexi velké části Uher. Po smrti Ludvíka nastoupili na český trůn téměř na 400 let Habsburkové.

## Jagellonsko-habsburské námluvy
Dne 23. července 1503 porodila královna Anna z Foix svému choti Vladislavovi Jagellonskému jeho prvního toužebně očekávaného potomka, dceru Annu. To pomohlo uvolnit v té době již velmi napjaté vztahy mezi budínským královským dvorem a římským králem Maximiliánem I., který Vladislavovi okamžitě nabídl sňatek Anny s některým ze svých vnuků (Ferdinanda Habsburského si Anna později skutečně vzala).
Návrh na dynastické spojení našel u krále Vladislava příznivý ohlas. Po jeho vážném onemocnění se však zdálo, že tento krok sotva půjde prosadit mírovou cestou, neboť tzv. uherská „národní“ strana nechtěla připustit, aby se v budoucnu stal znovu panovníkem v Uhrách cizinec. Přesto Maxmilián požádal již v polovině roku 1504 o princezninu ruku. Vladislav začal navzdory odporu uherské šlechty vyjednávat s Habsburky, s podporou královny Anny.
Dne 1. července 1506 se narodilo druhé dítě Vladislava Jagellonského a Anny z Foix, syn Ludvík. Ludvíkova matka při porodu zemřela. Král Vladislav měl konečně mužského dědice. Přestože byl chlapec velmi slabý, udržel se při životě. Už Maxmiliánem 20. března 1506 byl zaslíben Maxmiliánově vnučce Marii.
Sňatky mezi dětmi Vladislava Jagellonského a vnuky Maxmiliána I. Habsburského byly dohodnuty roku 1515 ve Vídni za přítomnosti polského krále Zikmunda I. Starého, Vladislavova bratra.

## Nástup na trůn

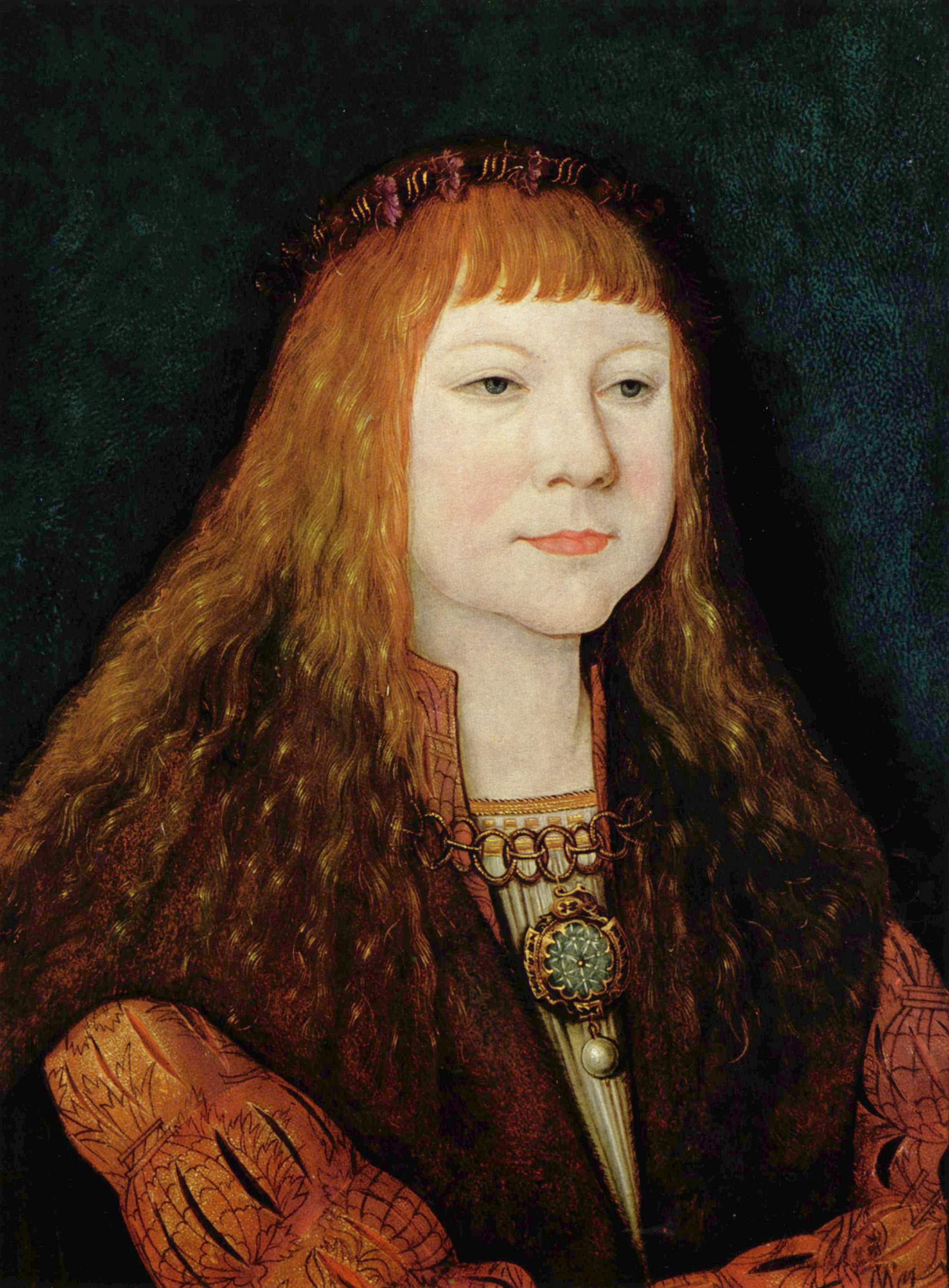
Bernhard Strigel: mladý Ludvík Jagellonský

V době Vladislavovy smrti bylo Ludvíkovi pouhých deset let. Podle toho se mu také přezdívalo „Ludvík Dítě“. Jeho otec, který byl dlouhá léta vážně nemocný, jej však dokázal navzdory svojí vnitropolitické bezmocnosti prosadit a nechat korunovat již roku 1508 za uherského krále a o rok později také za krále českého. Poručníkem nezletilého panovníka se až do jeho dospělosti stal polský král a litevský velkokníže Zikmund I. Starý, Vladislavův nejmladší bratr, a římský císař Maxmilián I.

## Vláda v českém království
Stejně jako Vladislav pobýval Ludvík především v uherském Budíně, do Čech zavítal jen výjimečně. Českou politickou scénu tehdy ovládaly spory mezi vlivnými skupinami panstva a rytířů. Největší vliv získaly skupiny, v jejichž čele stáli nejvyšší purkrabí českého království Zdeněk Lev z Rožmitálu, který byl de facto zástupcem krále v době jeho nepřítomnosti, a jeho soupeř, nejvyšší hofmistr Vilém II. z Pernštejna.
Roku 1520 dokonce hrozila občanská válka. Král však přijel do země až o dva roky později (1522). Tehdy se pokusil restaurovat panovnickou moc reorganizací české komory. Snažil se přimět stavy, aby jí navrátily rozchvácený královský majetek (především hrady) a odňal jim správu královských financí. Propustil zemské úředníky včetně Zdeňka Lva z Rožmitálu, který byl obviněn ze zpronevěry zemských peněz, a dosadil do úřadů nové lidi. Na dobu, kdy bude král pobývat mimo zemi, byla ustanovena zemská vláda v čele s knížetem Karlem z Minstrberka, vnukem Jiřího z Poděbrad, jako hejtmanem. Jakmile však král opustil zemi, vrátilo se vše do starých kolejí a rozbroje vypukly znovu.

## Vláda v uherském království

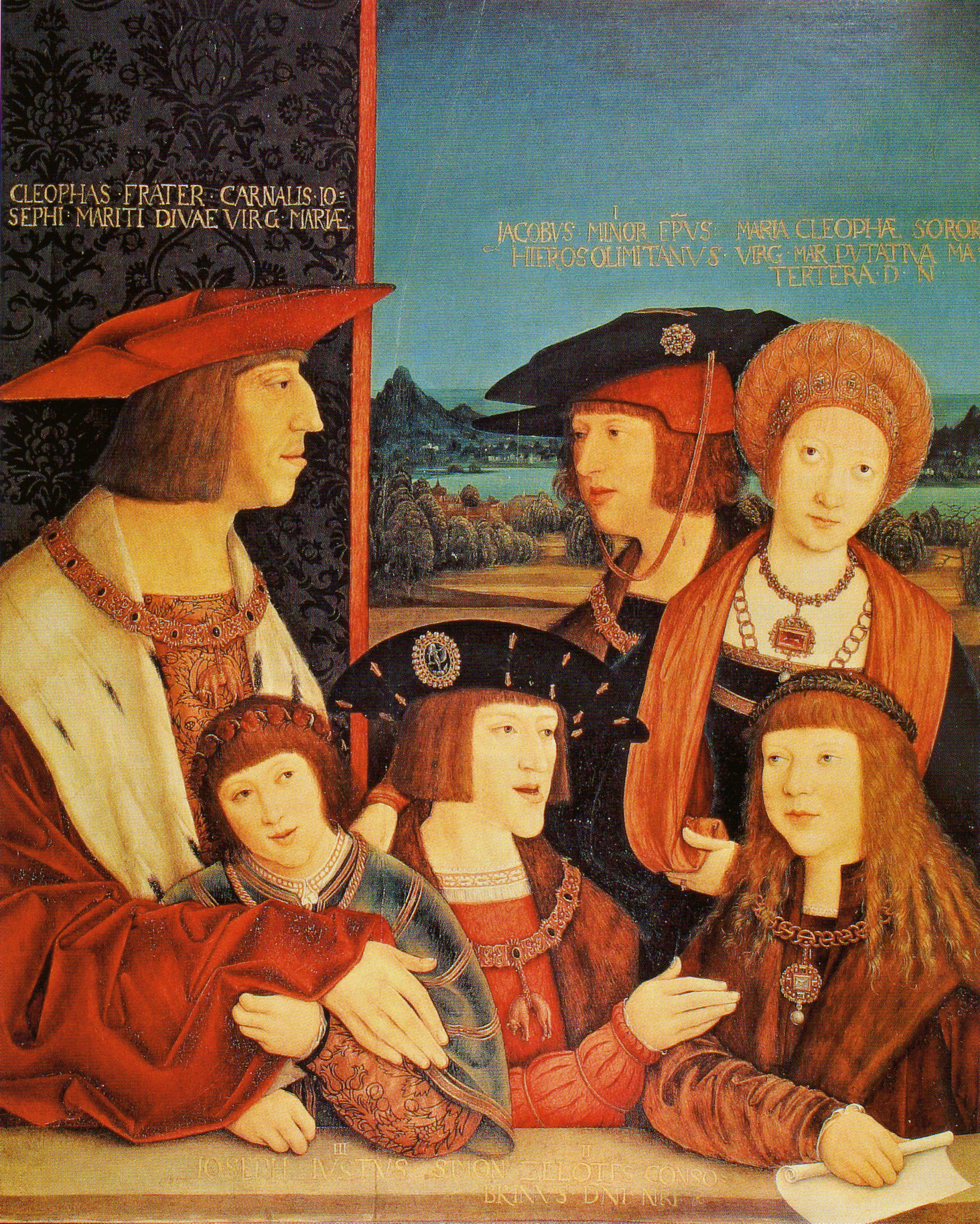
Ludvík s rodinou Maxmiliána I.

Stejně jako český stát zmítaly se také Uhry za jagellonské vlády v naprosté anarchii. Na stavovském sněmu získala převahu střední šlechta, která měla prvotní zájem na zvyšování povinností poddaných, což vedlo k formování a utužování tzv. druhého nevolnictví. V době Ludvíkovy nezletilosti měli zemi spravovat místodržící ostřihomský arcibiskup kardinál Tomáš Bakócs, Jan Bornemisza a Jiří Braniborsko-Ansbašský. Sebevědomá šlechta, nesnášející cizince, jim však vůbec nedovolila ujmout se regentské vlády a zvolila si vlastní regentskou radu, která se skládala z šestnácti zemanů, šesti církevních prelátů a šesti baronů.
Úpadek uherského státu se projevil nejen ve vnitropolitické slabosti, ale také v ústupu z pozice středoevropské mocnosti, kterou zastával za vlády Matyáše Korvína.
Velkým zahraničně politickým problémem, který v té době musel Ludvík řešit, byly útoky osmanských Turků, kteří z Balkánu vážně ohrožovali střední Evropu. Tlak zesílil zvláště poté, když roku 1521 dobyli uherskou pohraniční pevnost Bělehrad, a otevřeli si tak přístup do uherských nížin. Roku 1521 rozhodl uherský sněm o vybírání daní na nájem žoldnéřů, ale většina vybraných peněz skončila v rukách šlechty. Uherské stavy neviděly situaci příliš reálně a spoléhaly se na zahraniční pomoc.

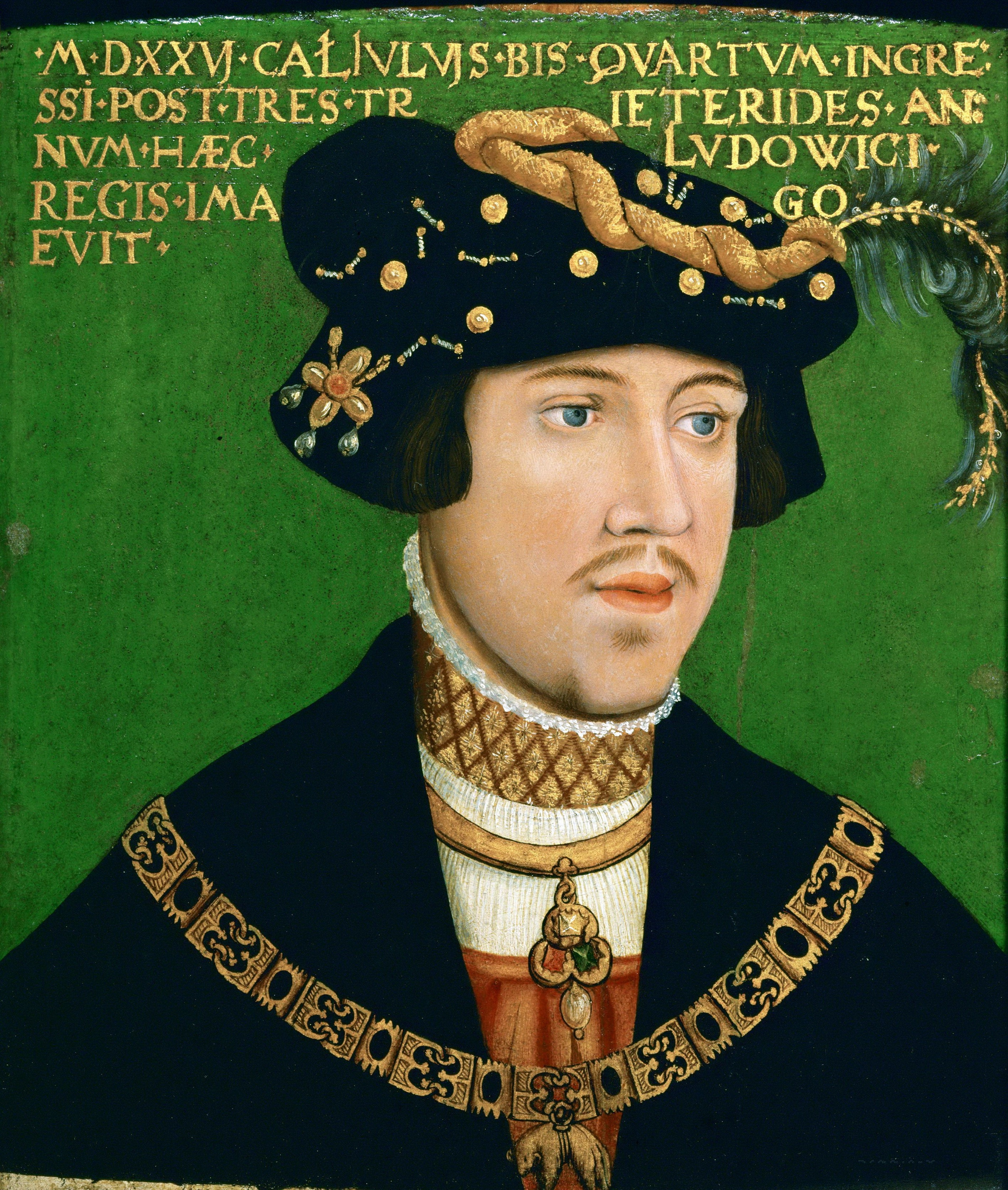
Ludvík Jagellonský

Dne 13. ledna 1522 se Ludvík Jagellonský v Budě oženil se svou dohodnutou nevěstou Marií Habsburskou.

## Moháčská katastrofa
Počátkem roku 1526 přišly do Uher zvěsti o přípravách Turků na válku. Ludvík se obrátil o pomoc na řadu evropských vládců, na papeže, benátského dóžete, anglického krále Jindřicha VIII. a také své příbuzné, polského krále Zikmunda I. a rakouského arcivévodu Ferdinanda. Navzdory hrozícímu nebezpečí se mu jí však dostalo pouze ve velmi omezené míře. Papežská kurie poslala finanční obnos, ale kladla si zároveň podmínku, že část těchto peněz musí být využita v boji proti v Uhrách se šířícímu luteránství.
Uhry zůstaly v přípravách na válku s Turky osamocené. Ludvíkovi se nepodařilo postavit dostatečně velkou armádu, jeho výzvy neuposlechla ani uherská šlechta. Na pomoc přišly jenom pomocné oddíly z Čech a Moravy. Pomoc z rakouských zemí, kterou přislíbil arcivévoda Ferdinand, se nedostavila včas. Navíc jagellonské vedení nemělo pro nastávající boj jasně stanovenou taktiku. Srážka křesťanského vojska s více než dvojnásobně početnou a výborně vycvičenou armádou tureckého sultána Sulejmana I. dopadla katastrofálně. Dne 29. srpna 1526 bylo uherské vojsko rozdrceno v bitvě u Moháče. Ludvík se po prohrané bitvě na útěku utopil v bažinách kolem Moháče. Jeho tělo bylo pohřbeno ve Stoličném Bělehradě do královské hrobky, vedle jeho rodičů. Jeho osobou vymřela česko-uherská větev jagellonské dynastie.

## Otázka nástupnictví
Ludvíkovou manželkou byla Marie, sestra rakouského arcivévody Ferdinanda Habsburského, ženou Ferdinanda naopak Ludvíkova starší sestra Anna. Tak mohli Habsburkové uplatňovat nárok na uherský a český trůn, které také roku 1526 získali. Na rozdíl od uherského království však české stavy dědické nároky Ferdinanda Habsburského neuznaly a trvaly na svobodné volbě. Ludvík sám měl jediného potomka, kterým byl nemanželský syn János Wass.

## Genealogie
| Kazimír IV. Jagellonský * 30.11.1427 † 7.6.1492 | Kazimír IV. Jagellonský * 30.11.1427 † 7.6.1492 |                                                          |                                                          | Alžběta Habsburská * 1436 † 30. srpna 1505 | Alžběta Habsburská * 1436 † 30. srpna 1505 |  |  | Gaston II. de Foix-Candale † 1500 | Gaston II. de Foix-Candale † 1500 |                                              |                                              | Kateřina z Foix * po 1460 † před 1494 | Kateřina z Foix * po 1460 † před 1494 |  |  |
|                                                 |                                                 |                                                          |                                                          |                                            |                                            |  |  |                                   |                                   |                                              |                                              |                                       |                                       |  |  |
|                                                 |                                                 |                                                          |                                                          |                                            |                                            |  |  |                                   |                                   |                                              |                                              |                                       |                                       |  |  |
|                                                 |                                                 | Vladislav Jagellonský * 1. března 1456 † 13. března 1516 | Vladislav Jagellonský * 1. března 1456 † 13. března 1516 |                                            |                                            |  |  |                                   |                                   | Anna z Foix * kolem 1484 † 26. červenec 1506 | Anna z Foix * kolem 1484 † 26. červenec 1506 |                                       |                                       |  |  |
|                                                 |                                                 |                                                          |                                                          |                                            |                                            |  |  |                                   |                                   |                                              |                                              |                                       |                                       |  |  |
|                                                 |                                                 |                                                          |                                                          |                                            |                                            |  |  |                                   |                                   |                                              |                                              |                                       |                                       |  |  |
|                                                 |                                                 |                                                          |                                                          |                                            |                                            |  |  |                                   |                                   |                                              |                                              |                                       |                                       |  |  |

|  |  | Marie Habsburská * 18. srpen 1505 † 18. listopad 1558 OO 13. ledna 1522 | Marie Habsburská * 18. srpen 1505 † 18. listopad 1558 OO 13. ledna 1522 | Ludvík Jagellonský * 1. července 1506 † 29. srpna 1526 | Ludvík Jagellonský * 1. července 1506 † 29. srpna 1526 |  |  |  |  |  |
|  |  |                                                                         |                                                                         |                                                        |                                                        |  |  |  |  |  |